# Louisa Coppin
Louisa Coppin ou Little Weesy (7 septembre 1845 - 27 mai 1849) était une fillette et prétendument une fantôme irlandaise.

## Biographie
Louisa Coppin est née à Ivy House, 34 Strand Road, Derry le 7 septembre 1845. Elle est le troisième enfant de William Coppin et de sa femme Dora. Elle est connue sous le nom de « Little Weesy » pour sa famille. Elle meurt le 27 mai 1849 de fièvre gastrique et serrait réapparue à sa famille 5 mois plus tard sous la forme d'une « boule de lumière bleuâtre ». Elle est supposée avoir prophétisé l'emplacement de l'expédition polaire de Sir John Franklin en 1845 avant sa découverte en écrivant sur le mur : « Erebus and Terror, Sir John Franklin, Lancaster Sound, Prince Regent Inlet, Point Victory, Victoria Canal ».
Coppin est apparue à toute sa famille, son père transmettant ses conseils à Lady Franklin en mai 1850. Les autorités sont très sceptiques, mais Lady Franklin prend l'information plus au sérieux. Le numéro du Derry Journal du 29 mars 1889 affirme que l'amirauté avait été sollicitée par 430 commerçants et banquiers de Liverpool pour fouiller la zone spécifiée par Coppin. C'est à cet endroit, supposément prédit par le fantôme de Coppin, que l'expédition de 1859 a découvert des restes de l'expédition sur l'île King William.
L'histoire du fantôme de Coppin est publiée plus tard dans Sir John Franklin: the true secret of the discovery of his fate de J.Henry Skewes en 1889. C'est un récit sensationnaliste et inexact des événements entourant la découverte de l'expédition perdue de Franklin. Le capitaine de l'expédition de sauvetage, Francis McClintock, et les proches de Lady Franklin nient que les conseils paranormaux aient été utilisés dans leur recherche. Il n'y a aucune preuve de correspondance ou d'autres documents relatifs aux Coppins dans les papiers de Lady Franklin, certains spéculent que ses proches auraient pu le détruire après sa mort,.
L'histoire de « Little Weesy » a été le sujet du roman de Liam Browne The emigrant's farewell en 2006.
Elle a également fait l'objet d'un roman pour enfants Chasing Ghosts - An Arctic Adventure de Nicola Pierce 2020.